# Caniço
Caniço egy mintegy 1200 lakosú kisváros Madeira szigetének Santa Cruz járásában. Nyugat felé jóformán egybeépült Funchallal és São Gonçalóval, délnyugat felé teljesen összeolvad Garajauval.

## Története
Caniço a középkorban Funchal és Machico hűbérbirtokainak határán feküdt. Jelentőségét az adta, hogy amikor mindkét város temploma a használhatatlanságig lerobbant, a birtokosok összevonták a két egyházközséget, és itt építették fel az új plébániatemplomot.

## Gazdasága
A város környéke Madeira hagyományos hagymatermesztő területe. A turizmus a 20. század végén vált húzó ágazattá.

## Látnivalói
A város jóformán egyetlen nevezetessége a főtéren álló, a Szentléleknek és Páduai Szent Antalnak szentelt, 18. századi templom. Belseje ma dísztelen: a barokk oltárokat fehérre festették; csak egy kevés aranyozás ékíti őket. A templom előtt, a városka főterén áll a sziget legnagyobb tarajos korallfája (Erythrina crista-galli).
Tengerparti üdülőnegyede Caniço de Baixo; itt van a keleti vége a Garajaunál kialakított Garajau Nemzeti Parknak (Reserva Natural Parcial do Garajau).